# Gare de Forgevieille
 (juin 2022).
Si vous disposez d'ouvrages ou d'articles de référence ou si vous connaissez des sites web de qualité traitant du thème abordé ici, merci de compléter l'article en donnant les références utiles à sa vérifiabilité et en les liant à la section « Notes et références ».
La gare de Forgevieille est une ancienne gare ferroviaire française de la Ligne des Aubrais - Orléans à Montauban-Ville-Bourbon, située sur le territoire de la commune de Saint-Germain-Beaupré, dans le département de la Creuse en région Nouvelle-Aquitaine.
Mise en service en 1856, elle est fermée au trafic en 1960.

## Situation ferroviaire
Établie à 360 mètres d'altitude, la gare de Forgevieille est située au point kilométrique (PK) 330,293 de la ligne des Aubrais - Orléans à Montauban-Ville-Bourbon, entre les gares ouvertes de Saint-Sébastien et de La Souterraine.

## Histoire
La gare de Forgevieille est mise en service le 2 juin 1856 par la compagnie du chemin de fer de Paris à Orléans, à l'ouverture de la section entre Argenton-sur-Creuse et Limoges-Bénédictins.
Elle est fermée au service voyageurs en 1992 et est toujours en service pour la manœuvre des aiguillages locaux et la voie d'évitement impair qu'elle commandait jusqu'en 2017, et qui a été automatisée et dépend désormais de la gare de Saint-Sulpice-Laurière.

## Patrimoine ferroviaire
L'ancien bâtiment voyageurs est toujours en place.